# Gustaf Evertsson Horn
Gustaf Horn (af Kanckas, från 1651 friherre Horn af Marienborg), född 1614, död 1666, var ett svenskt riksråd, lagman, fältmarskalk och generalguvernör.

## Biografi
Gustaf Evertsson Horn blev tidigt faderlös och växte upp hos modern på Kankas gård i Masku. Hans farbror fältmarskalken Gustaf Carlsson Horn tog ansvaret för hans uppfostran. Som många andra ynglingar i högadeln finslipade Horn sin utbildning genom en flerårig utlandsresa som innefattade studier i Leiden från år 1630. År 1633 utsågs Horns studiekamrat Johan Oxenstierna till svensk ambassadör vid engelska hovet. I mars 1633 hedrades de två ynglingarna vid Oxfords universitet med magistergraden, Oxenstierna för sin far rikskanslerns skull och Horn för sin farbror Gustaf Horns skull. En vecka senare antogs de till advokatsamfundet Lincoln’s Inn. Horn hade utsetts till kammarjunkare vid Gustav II Adolfs hov och avancerade 1634 till kammarherre. Samma år utsågs han till underguvernör för den då åttaåriga drottning Kristina. Han undervisade henne i grunderna till franska språket.

### Trettioåriga kriget
År 1635 inledde Gustav sin militära karriär som kapten vid Upplands regemente. Regementet deltog i kriget i Tyskland men blev ofta illa åtgånget. År 1637 avancerade Horn till major över Upplands och Östgötaknektarna i Tyskland.  Följande år gjordes han till överstelöjtnant vid Alexander Leslies värvade regemente som stred i Westfalen.  År 1640 utnämndes Horn till överste vid Arvid Wittenbergs värvade kavalleriregemente. I april det året tillfångatogs Horn i slaget vid Plauen men friköptes snart. Om Horn följde med Wittenberg torde han hösten 1642 ha varit med då svenskarna besegrade de kejserliga trupperna i  slaget vid Leipzig och 1645 vid Jankowitz.
Horn skrev rapporter från Tyskland till rikskanslern som har bevarats. År 1647 utsågs Horn till generalmajor av kavalleriet och lämnade Tyskland. Hans kontakter med Tyskland fortsatte dock och han var en av de större delägarna i Svenska Afrikakompaniet, som fick sina privilegier år 1649 och hade sitt säte i Stade.

### Kriget i öster
År 1651 upphöjdes farbrodern Gustaf Horn till greve av Björneborg och något senare gjordes hans förläning Marienburg till ett friherrskap. Då han saknade vuxna söner bestämdes att hans brorsöner Gustaf och Henrik Horn i tur och ordning skulle få ärva friherrskapet Marienborg. År 1652 upphöjdes Gustaf Evertsson Horn till generallöjtnant av kavalleriet och medlem av krigskollegiet. År 1654 blev han medlem av riksrådet och generalguvernör över Ingermanland och Kexholms län. Till uppdraget hörde att försöka omvända bönderna till den lutherska tron, spionera på ryssarna och inspektera fästningar och lokala trupper. Hans residens förlades till Narva. På våren 1655 lät Horn 
upprusta Kexholms fästning och också Narva och Ivangorod förstärktes. Det ryska anfall man hade väntat kom i juni 1656 men var en mindre del av en större operation vars huvudmål var Riga. Angreppet på Ingermanland och Kexholms län var avsett att binda svenska trupper där. Den svenska krigsledningen sände trupper och flottenheter dit och Horn befordrades till general av svenska och finska kavalleriet.
I början av år 1657 utsågs Horn till generalkommendör över krigsmakten i Finland och de östra provinserna. Horn skulle även sköta det finska generalguvernementets civila ärenden. På våren såg han till att trupper utskrevs i Finland men de kunde enligt Horns uppfattning inte sändas bort från området trots kungens begäran om detta. Den andra krigssommaren ökade det ryska hotet på nytt och Horn upphöjdes till general över den svenska militien. I slutet av året utnämnde kungen Horn till överbefälhavare över finska, liv-, est- och ingermanländska krigsväsendet men i praktiken kom han enbart att fungera så i Finland. På den civila sidan utökades hans ansvar med Österbotten. Fredsförhandlingar inleddes då med Ryssland och de ledde till ett vapenstillestånd i Vallisaar, nära Narva, 1658 och freden i Kardis 1661. Horn uppmanades åter på vårvintern att sända trupper från Finland till de baltiska provinserna. Kungen behövde dock hans trupper i kriget mot Danmark. Konflikten om användningen av de finska trupperna pågick under hela kriget i öster och ledde till slut till att Horn anhöll om befrielse från sina uppdrag i öster.

### Administratören
Efter att ha befriats från sina uppdrag i Finland intog Horn från nyåret 1660 sin plats i krigskollegiet som rikstygmästare eller chef för rikets artilleri. Då kriget med Danmark snart tog slut kunde Horn koncentrera sig på att leda artilleriet under fredsförhållanden. Förmyndarregeringen utsåg honom samma år till lagman i Närke men han tycks ha uppburit lagmansräntan redan från 1658. År 1663 utsågs Horn till generalguvernör i Bremen-Verden och fältmarskalk och lämnade därmed arbetet i krigskollegiet. Horn som redan vid ankomsten till Stade var sjuk avled där år 1666. Han är begravd i det av honom själv uppförda Kankaskoret i Åbo domkyrka.

## Familj
Gustaf Horn var son till fältmarskalken Evert Horn af Kanckas och Margareta Fincke. Som enda barn ärvde han föräldrarnas omfattande gods i Finland, bland dem främst sätesgården Kankas.
Gustav Horn gifte sig första gången 1638 med Maria Mörner (1619–1643), dotter till landshövdingen i Västerbotten Stellan von Mörner och Maria von der Grünau. Han gifte sig andra gången 1644 med Barbro Kurck (död 1658), dotter till presidenten i Åbo hovrätt, riksrådet Jöns Kurck och Märta Oxenstierna. Han gifte sig tredje gången 1661 med Maria Silfverhielm (1634–1712), dotter till översten Arvid Silfverhielm och Catharina Maria Stierna. 

### Barn med Maria Mörner
- Evert Horn (1640-1687), överste.
- Margareta (1641–1663), hovjungfru. Gift med riksrådet Gustaf Soop (1624–1679).
- Maria (1642–1695). Gift med generalguvernören Jakob Johan Taube[18] (1624–1695).

### Barn med Barbro Kurck
- Maria (1646–1668). Gift med presidenten Anders Lilliehöök (1635–1685).

### Barn med Maria Silfverhielm
- Carl (1665–1711), kammarherre. Ogift.